# Denis de Rougemont
Denis de Rougemont (8 de septiembre de 1906 - 6 de diciembre de 1985) fue un escritor y filósofo suizo.

## Biografía

### Primeros años
Denis de Rougemont fue hijo del pastor Georges de Rougemont y de Anne Sophie, nacida en Bouvet. La familia de Rougemont era probablemente originaria del Franco Condado y se establecieron en Neuchâtel desde el siglo XII. En 1784, recibió un "reconocimiento de antigua nobleza" del rey Federico II el Grande, ya que entonces Neuchâtel era un principado prusiano. Los nombres de la familia de Rougemont han formado parte igualmente del Consejo de Estado de Neuchâtel.
Denis de Rougemont asistió a la escuela primaria en Couvet de 1912 a 1918. Esta experiencia le inspirará más tarde Los daños de la instrucción pública (1929) . De 1918 a 1925, asiste al colegio latino, luego al gimnasio de Neuchâtel (sección científica. En 1923, escribe un primer artículo sobre "Henry de Montherlant et la morale du football", publicado en la Semana literaria de Ginebra.
De 1925 a 1927, estudia en la Facultad de Letras de la Universidad de Neuchâtel. En particular, asiste a los cursos de psicología, al seminario de Jean Piaget sobre la epistemología genética y al curso de Max Niedermann sobre la lingüística de Ferdinand de Saussure. En 1930, obtiene una Licenciatura en Letras (francés, alemán, historia, psicología, filosofía) como fin de estudios.

### Debut profesional
El mismo año 1930, Denis de Rougemont se instaló en París, donde fue director literario de la editorial "Je Sers" (que publicaba a Søren Kierkegaard, Karl Barth, Nicolas Berdiaeff, Ortega y Gasset ...). Perteneciente al movimiento de los inconformistas de los años 30, conoció y luego colabora con, entre otros, Gabriel Marcel, Emmanuel Mounier, Alexander Marc, Arnaud Dandieu y Robert Aron. En 1932, en Fráncfort, participó en una reunión de jóvenes grupos revolucionarios europeos, y después en el lanzamiento de dos grupos personalistas y sus revistas, Esprit (con Emmanuel Mounier y Georges Izard) y el Ordre Nouveau (con Robert Aron, Arnaud Dandieu y Alexandre Marc). También colabora con Plans, es cofundador de Hic y Nunc (de tendencia barthiana) con Henry Corbin, Roger Jezéquel (Roger Breuil), Roland de Pury y Albert-Marie Schmidt. Finalmente, colabora en la Nouvelle Revue française donde presenta en 1932, un "Cahier des claims de la jeunesse française".
En 1933, Denis de Rougemont se casó con Simonne Vion (de quien se divorció en 1951), con quien tuvo dos hijos, Nicolas y Martine.
Las ediciones "Je Sers" van a la quiebra el mismo año; Rougemont entonces se encuentra desempleado, o más bien "en" el desempleo, ya que considera que este período es propicio para la reflexión intelectual. Durante estos dos años, que vivió en parte en el exilio en el interior de la isla de Ré, Denis de Rougemont escribió el Journal of a Unemployed Intellectual (publicado en 1937). En 1934, publicó Política de la persona, y tradujo, en 1935, el primer volumen de la Dogmática de Karl Barth.
Hasta 1936, Denis de Rougemont era lector en la Universidad de Frankfurt y editor de Les Nouveaux Cahiers (hasta 1939). Publicó en 1936 Pensando con las manos, luego un ensayo sobre la Visión fisonómica del mundo. De marzo a junio de 1938, Denis de Rougemont comenzó a escribir una de sus principales obras, Love and the West. En octubre del mismo año, publicó el Journal of Germany y en noviembre el libreto de Nicolas de Flue, oratorio de Arthur Honegger.
Hasta el estallido de la Segunda Guerra Mundial publicó numerosos artículos en Esprit, Ordre NOuveau, la Nouvelle Revue française, la Revue de Paris y crónicas en Le Figaro.

### Periodo de guerra
Rougemont fue movilizado en septiembre de 1939 en el ejército suizo. Es cofundador de la Gotthard League, un grupo de resistencia suizo contra el fascismo europeo victorioso y escribe su manifiesto ¿Qué es la Gotthard League?
Cuando los alemanes entraron en París, escribió un artículo muy controvertido en la Gazette de Lausanne ("En este momento cuando París ...") que, tras las protestas y la presión del gobierno alemán, le ganó la ira del gobierno suizo: es condenado, por insulto a un jefe de Estado extranjero, a quince días de prisión militar, que de hecho pasa en su hogar. A fines de agosto de 1940, Denis de Rougemont fue enviado de manera muy formal (con un pasaporte diplomático) a los Estados Unidos para dar conferencias sobre Suiza. Se instala cerca de Nueva York en octubre del mismo año.
Después de escribir y publicar The Heart of Europe: Switzerland, asistió al estreno en el Carnegie Hall del oratorio Nicolas de Flue. Viaja a Argentina de julio a noviembre, asistiendo al círculo de la revista "Sur", reunido por Victoria Ocampo, de la cual es el invitado. Da varias conferencias y publica en español su libro sobre Suiza. En la víspera del ataque a Pearl Harbor, regresó a Nueva York. En 1942 Profesor en la Escuela Libre de Altos Estudios Universitarios y redactor en la Oficina de Información de Guerra, "la Voz de América en francés", escribe en cinco semanas La Part du Diable que parece finales de 1942 junto a Saint-John Perse, Saint-Exupery, Marcel Duchamp, André Breton, Max Ernst, André Masson, Bohuslav Martinů, Edgar Varese, y también R. Niebuhr, D. MacDonald, y Coudenhove-Kalergi, a quien ya había conocido en Viena en 1927, durante sus primeros viajes.

### La posguerra
En 1946, Denis de Rougemont, publica en Nueva York Cartas sobre la bomba atómica (ilustrado por el pintor surrealista chileno Roberto Matta) después de la devastación de Hiroshima y Nagasaki, de la cual se sorprendió. En abril de 1946 regresó a Europa. El 8 de septiembre de 1946, publicó su primer Discurso sobre la unión de Europa. De regreso a los Estados Unidos, pasó cinco días en prisión en Ellis Island, por razones que nunca se aclararon. En 1947, Rougemont se encuentra con Albert Einstein en Princeton, y discute los problemas de la unión de Europa. En julio del mismo año, por fin regresó a Europa, se instaló en Ferney-Voltaire, en la "Casa de Madera", granja del castillo de Ferney y ocupada antes de la guerra por su amigo el gobernador Paulding (1897- 1965).
Comprometido con la integración europea, Denis de Rougemont pronuncia al final de agosto de 1947, el discurso inaugural del Primer Congreso de la Unión de Federalistas Europeos en Montreux, que desemboca en el Congreso de La Haya de 1948, que promueve un Centro Cultural Europeo, del que más tarde será director. En mayo de 1948, Denis de Rougemont leyó durante la sesión de clausura del Congreso de La Haya (presidido por Winston Churchill), el mensaje a los europeos.
Escribe y publica L'Europe en jeu y la Suite Neuchâtel. En noviembre fue elegido delegado general de la Unión Europea de Federalistas. En 1949, Rougemont abrió una oficina de investigación en Ginebra, bajo los auspicios del Movimiento Europeo, para preparar la Conferencia Europea de la Cultura, que se lleva a cabo en Lausana del 8 al 11 de diciembre bajo la presidencia de Salvador de Madariaga. Denis de Rougemont es el ponente general.
En 1950, Denis de Rougemont participa en Berlín en una reunión intelectual que dio origen al Congreso por la Libertad Cultural, donde preside el comité ejecutivo hasta 1966. Escribió y distribuyó en la Asamblea Consultiva del Consejo de Europa, cartas a los diputados europeos y redacta el llamamiento para que sea leído en nombre de los 6.000 estudiantes europeos que se manifestaron ante el Consejo de Europa. Preside en el Centro Europeo para la Cultura (CEC), del que provienen de muchas instituciones europeas (entre ellas la Asociación Europea de Festivales de Música, así como CERN). En 1963 recibió el Príncipe Premio de Mónaco y el mismo año fundó el Instituto Universitario de Estudios Europeos (IEA), asociado a la Universidad de Ginebra, que dirigió hasta su retiro en 1978 y donde enseña hasta el año de su muerte la historia de las ideas europeas y el federalismo.
En 1967, recibió el premio de la Ciudad de Ginebra. El 17 de abril de, 1970 Universidad de Bonn le otorgó el premio y la medalla Robert Schuman por su trayectoria, en particular por Veintiocho siglos de Europa y Las posibilidades de Europa, y su director de Calidad del Centro Europeo para la Cultura. En 1971 fue galardonado con el doctorado honorario de la facultad de derecho de la Universidad de Zúrich. En la década de 1970 contribuyó al desarrollo del movimiento ambiental: es un miembro fundador del Grupo Bellerive (1977), un cuerpo de reflexión sobre las direcciones de la sociedad industrial y autor de estudios pioneros sobre los peligros de la energía nuclear. El mismo año parece El futuro es nuestro negocio, una de sus principales obras, dedicado a los problemas ecológicos en relación con las regiones. También fundó el grupo Ecoropa con Jacques Ellul. El 11 de noviembre de 1976 recibió un diploma de la Academia de Atenas. En 1978 creó la revista Cadmos, órgano del Centro Europeo de Cultura y el Instituto Universitario de Estudios Europeos (IUEE). En 1981 fue galardonado con un doctorado honorario de la Universidad de Galway en Irlanda. En 1982 recibió el Gran Premio de la Fundación Suiza Schiller.
Denis de Rougemont murió en Ginebra el 6 de diciembre de 1985 y, al igual que todos los ganadores del premio de la Ciudad de Ginebra, que está enterrado en el cementerio de los Reyes de Plainpalais.

## Principales aspectos del pensamiento de Denis de Rougemont
Denis de Rougemont es considerado como uno de los grandes pensadores pioneros de la idea de instituir un federalismo europeo.

## Obras
- Los daños de la instrucción pública (1929)
- El campesino del Danubio (1932)
- Política de la persona (1934)
- Pensar con las manos (1936)
- Diario de un intelectual desempleado (1937)
- Diario de Alemania (1938)
- El amor y Occidente (1939, edición definitiva 1972)
- Nicolas de Flue (1939)
- Misión o dimisión de Suiza (1940)
- ¿Qué es la Liga de Gothard? (1940)
- La parte del diablo (1942/1944)
- Diario de dos mundos (1946)
- Personas del drama (1947)
- Vivir en América (1947)
- Europa en juego (1948)
- Cartas a los diputados europeos (1950)
- La aventura occidental del hombre (1957)
- Tres milenios de Europa (1961) (Hay edición en español de Revista de Occidente)
- The Christian Opportunity (1963)
- Federalismo cultural (1965)
- Suiza o la Historia de un pueblo feliz'' (1965)
- Los mitos del amor (1972)
- El futuro es nuestro asunto (1977)